# The Bisexual
The Bisexual est une série télévisée britannique créée par Desiree Akhavan et Rowan Riley, diffusée en 2018.

## Synopsis
Leila quitte Sadie, avec laquelle elle était depuis dix ans et avec laquelle elle est associée d'affaires, ne se sentant pas prête à s'engager. Elle vit alors une aventure avec Gabe,.

## Distribution
- Desiree Akhavan (VF : Julie Dumas) : Leila
- Maxine Peake (VF : Marie Bouvier) : Sadie
- Brian Gleeson (VF : Sébastien Desjours) : Gabe
- Saskia Chana (VF : Vanessa Van Geneugden) : Deniz
- Naomi Ackie (VF : Claire Beaudoin) : Ruby
- Eva Birthistle (VF : Hélène Bizot) : Laura
- John Dagleish : Jon-Criss (2 épisodes)
- Rupert Young : James (1 épisode)
- Clare Higgins : Grace (1 épisode)
- Tanya Reynolds : Jill (1 épisode)
- Alex Hassell : David (1 épisode)
- Anjli Mohindra : Katie (1 épisode)
- Mark Ryder (non crédité)